# Большие десантные корабли проекта 11711
Большие десантные корабли проекта 11711 типа «Иван Грен» (11711М типа «Владимир Андреев») — (по классификации НАТО  Ivan Gren) — серия российских больших десантных кораблей (БДК) - 1-го ранга ближней и дальней морской зоны, предназначенные для высадки десанта, перевозки боевой, грузовой техники и оборудования, этот проект - дальнейшее развитие БДК проекта 1171 «Тапир». Проект корабля разработан Невским проектно-конструкторским бюро.
Головной корабль серии вошёл в строй в июне 2018 года, в том же году в мае спущен на воду второй БДК базового проекта «Пётр Моргунов».
23 апреля 2019 года состоялась закладка 3-го и 4-го БДК изменённого проекта 11711М типа «Владимир Андреев» увеличенного полного водоизмещения до 8000 тонн для ВМФ России: «Владимир Андреев» и «Василий Трушин».
На июль 2025 года запланировано строительство 6 кораблей, построено 3 (2 в составе флота), 2 строится, 1 планируется к закладке.

## История проекта
За создание проекта взялось Невское проектно-конструкторское бюро. Первый десантный корабль, заложенный 23 декабря 2004 года на судостроительном заводе «Янтарь» в Калининграде, получил имя «Иван Грен». В 2008 году его должны были передать флоту, но из-за нестабильного финансирования и проблем на самом заводе строительство было заморожено. Фактически за 4 года были собраны лишь отдельные секции корабля, и только в 2008 году работы возобновились. 18 мая 2012 года корабль спущен на воду. Осенью 2010 года завод «Янтарь» получил контракт на строительство ещё одного БДК проекта 11711.
Всего в 2012 году планировалась серия из 6 кораблей для ВМФ России. В 2015 году озвучивались планы сокращения серии до 2 единиц в пользу более крупных десантных вертолетоносцев, однако в 2019 году были заложены ещё 2 корабля такого же аппарельного типа, но с увеличенным водоизмещением.

## Конструкция

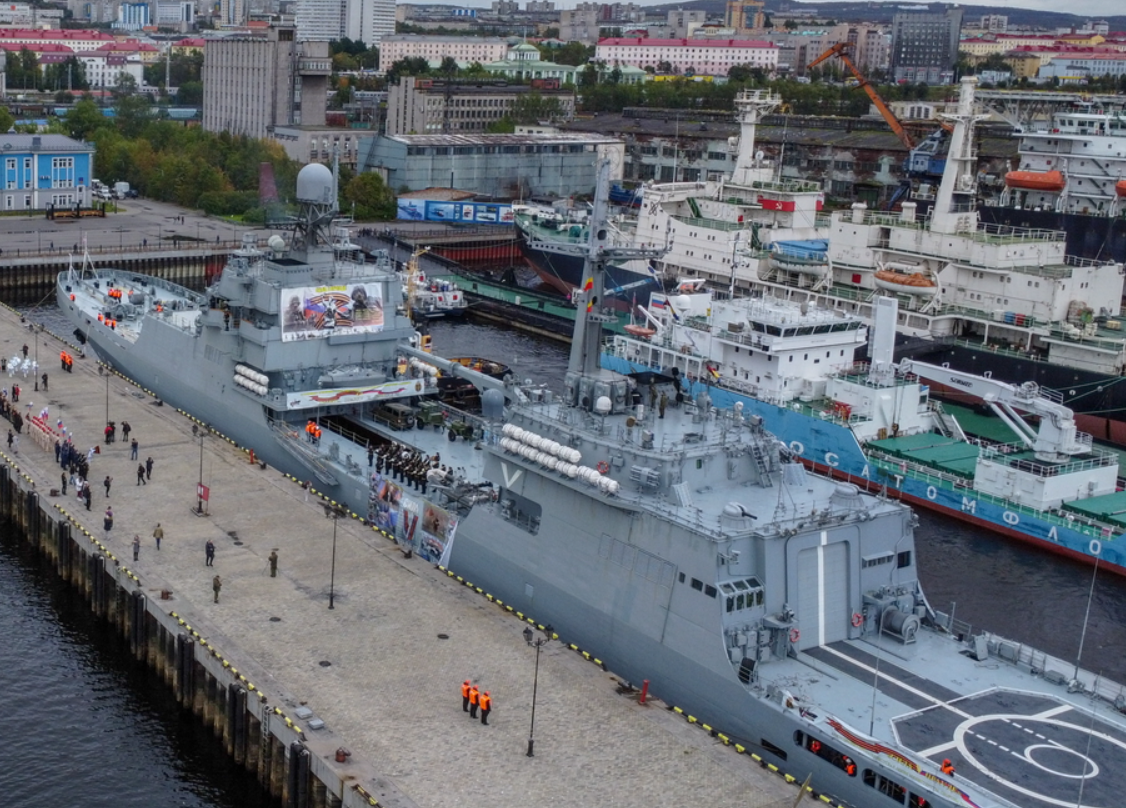
Вид с кормы на палубу и вертолетную посадочную площадку БДК «Иван Грен».

За основу был взят проект корпуса БДК проекта 1171, так как он зарекомендовал себя очень хорошо за десятилетия службы в советском, а позже и в российском флоте. Большая часть конструкции претерпела серьёзные изменения. Главным образом это коснулось надстройки и внутренних помещений. В проекте используются самые современные технологии, в особенности, снижение заметности за счёт использования современных материалов и технических решений. Также большое внимание было уделено условиям обитания экипажа и десанта. На проекте 11711 главная энергоустановка состоит из двух двухвальных дизель-реверс-редукторных агрегатов ДРРА-3700 на базе двух дизелей 10Д49 «Коломенский завод» по 5030 л.с. и двух реверс-редукторов РРП6000-ОМ5 ПАО «Звезда», а так же локальной электронной цифровой системой управления «Пурга-11» НПО «Аврора». Электроэнергией  корабль обеспечивается двумя дизель-генераторами АДГ-1000НК производства  Уральского дизель-моторного завода.
Водоизмещение полное — 6600 тонн
Длина наибольшая — 135,0 метров
Ширина — 16,5 метров (по КВЛ)
Погрузка техники на корабль выполняется либо самостоятельно по аппарелям, либо кранами. Погрузка техники и грузов в десантное отделение осуществляется через четырёхстворчатый грузовой люк в верхней палубе с помощью крана грузоподъёмностью 16 тонн. Для погрузки шлюпок, моторных лодок и техники на борт используются два шлюпочных крана. Также грузовой люк используется для вентиляции выхлопных газов техники с подпалубного пространства (десантное отделение).
На корабле смонтирован палубный ангар для вертолётов корабельного базирования: 2-х транспортно-боевых Ка-29ПЛ или Ка-29 или разведывательного Ка-31 или 1-го  разведывательно-ударного Ка-52К, а так же в перспективе и новых корабельных вертолетов Ка-65 «Минога». На борту имеются 3 моторные лодки.

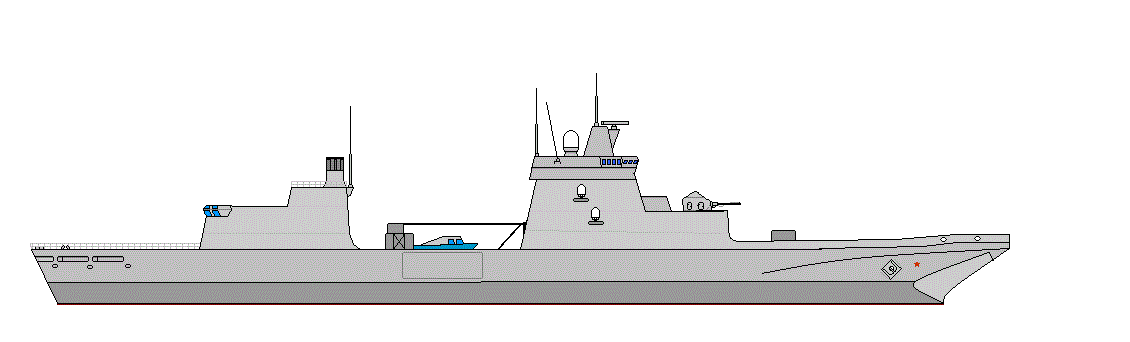
Бортовая проекция кораблей базового проекта 11711.

### Десантовместимость

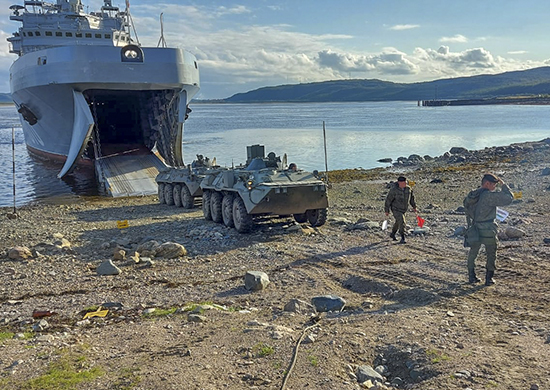
Высадка бронетехники с борта БДК «Иван Грен», 16 августа 2021 года.

Боевая техника размещается на БДК на танковой палубе. Это могут быть основные боевые танки массой до 60 т (до 13 единиц), бронетранспортёры или боевые машины пехоты (до 20 машин), грузовики (до 30 машин), либо до 300 морских пехотинцев десантников.

### Вооружение
По первоначально принятому к строительству проекту, на кораблях предусматривалась установка одной 100-мм АУ А-190, двух зенитно-артиллерийских комплексов «Палаш» и двух пусковых установок реактивной системы залпового огня А-215 «Град-М».
В связи с тем, что концепция использования БДК проекта 11711 стала считаться устаревшей, а также в целях экономии средств и уменьшении времени постройки, в 2010 году главнокомандующим ВМФ России адмиралом В. С. Высоцким было принято решение об изменении состава вооружения. По новому проекту вооружение кораблей включает в себя:
- радиолокационную систему управления огнём 5П-10-03 «Пума», обеспечивающую одновременное управление артиллерийскими установками:
- 1 × 2 × 6 - 30-мм АК-630М-2 «Дуэт»,
- 2 × 6 - 30-мм АК-630М;
- 2 × 1 - 14,5-мм установки МТПУ «Жало»;
- комплекс выстреливаемых пассивных помех КТ-308-04 «Просвет-М».

## Состав серии
Всего в серии планировалось 6 кораблей, позднее это число было сокращено до двух. Однако в 2019 году принимается решение о закладке ещё двух БДК того же типа, но с увеличенными размерами.
Задержки со вторым БДК проекта 11711 военные эксперты объясняют тем, что решение о постройке серии будет принято только после испытаний головного корабля. Перед запуском производства весь комплекс должен быть обкатан, чтобы понять какие изменения и дополнения нужно внести в проект. Испытания займут примерно год.
23 апреля 2019 года, в ходе закладки 3-го и 4-го БДК проекта 11711М «Владимир Андреев» и «Василий Трушин», президент Объединённой судостроительной корпорации Алексей Рахманов сообщил о том, что их строительство будет вестись по изменённому модернизированному проекту. У БДК проекта 11711М увеличено полное водоизмещение до 8800 тонн (7000 тонн  стандартное), длина составляет 150 м, ширина 19,5 м (по КВЛ), высота борта 11,8 м, осадка 4,5 м, экипаж 120 человек, полная скорость 18 узлов, дальность 5000 миль, груз до 40 единиц бронетехники, до 400 десантников, до 5 вертолётов: транспортно-боевых Ка-29ПЛ, Ка-29 и разведывательного Ка-31 или 4-х разведывательных-ударных Ка-52К, а также в перспективе и новых типов корабельных вертолетов  Ка-65 «Минога», до 6 десантных катеров «Серна», АУ 1 × 2 × 6 - 30-мм АК-630М-2 «Дуэт», энергоустановка состоит из двух двухвальных дизель-дизельных агрегатов ДДА-12 000 (4 дизеля 16Д49 по 6000 л.с.) производства  АО «Коломенский завод», двух 2-х скоростных реверс-редукторов РРД12 000 завода ПАО «Звезда» и локальной электронной цифровой системой управления «Пурга-11» НПО «Аврора». Так же от базового проекта они будут отличаться надстройкой и кроме того будут внесены другие изменения.
| № | Наименование                          | Борт №                        | Зав №                         | Закладка                      | Спуск на воду                 | Вступление в строй            | Флот                          | Состояние                                                 | Примечания               |
|   | Проект 11711 типа «Иван Грен»         | Проект 11711 типа «Иван Грен» | Проект 11711 типа «Иван Грен» | Проект 11711 типа «Иван Грен» | Проект 11711 типа «Иван Грен» | Проект 11711 типа «Иван Грен» | Проект 11711 типа «Иван Грен» | Проект 11711 типа «Иван Грен»                             |                          |
| - | ------------------------------------- | ----------------------------- | ----------------------------- | ----------------------------- | ----------------------------- | ----------------------------- | ----------------------------- | --------------------------------------------------------- | ------------------------ |
| 1 | «Иван Грен»                           | 010                           | 01301                         | 23.12.2004                    | 18.05.2012                    | 20.06.2018                    | СФ                            | В строю                                                   | В составе 121-й БрДК СФ  |
| 2 | «Пётр Моргунов»                       | 017                           | 0302                          | 11.06.2015                    | 25.05.2018                    | 23.12.2020                    | СФ                            | В строю                                                   | В составе 121-й БрДК СФ  |
|   | Проект 11711М типа «Владимир Андреев» |                               |                               |                               |                               |                               |                               |                                                           |                          |
| 1 | «Владимир Андреев»                    |                               | С-303                         | 23.04.2019                    | 30.05.2025                    | 12.2026                       | ТОФ                           | Достраивается на плаву, готовится к швартовным испытаниям | В составе 100-й БрДК ТОФ |
| 2 | «Василий Трушин»                      |                               | С-304                         | 23.04.2019                    | 2026                          | 12.2027                       | ТОФ                           | Строится                                                  |                          |
| 3 | «Сергей Кабанов»                      |                               | С-305                         | 08.07.2025                    | 2031                          | 12.2032                       | СФ                            | Строится                                                  |                          |
| 4 | «???»                                 |                               |                               | 2025                          | 2032                          | 12.2033                       | ЧФ                            | Планируется к постройке                                   |                          |

## Аналоги
- Вuque de Аpoyo Logistico (BAL) — «корабли транспортного обеспечения», фактически танкодесантные корабли, созданные на основе американских танкодесантных кораблей «LST-542» времён Второй мировой войны. С 2011 года построено и вошло в состав ВМС Мексики 2 единицы. При водоизмещении 3666 т, скорости 12 узлов имеют следующее вооружение: 5 × 40-мм Bofors L/70[22].
- Десантные корабли класса Magar[англ.] — танкодесантные корабли типа «Магар» были созданы на базе десантного корабля типа «Sir Lancelot» ВМС Великобритании. С 1987 года построено и вошло в состав ВМС Индии 2 единицы. При водоизмещении 5665 т, скорости 15 узлов имеют следующее вооружение: 2 × 122-мм РСЗО, 4 × 40-мм Bofors. Для высадки морского десанта снабжён 4 десантно-высадочными средствами LCVP (расположенных побортно на шлюпбалках), ангаром для 1 вертолёта (ВПП на 2 верт.)[23]. Экипаж состоит из 20 офицеров и 235 матросов[24].
- Десантные корабли класса Shardul[англ.] — танкодесантные корабли типа «Шардул» являются дальнейшим развитием десантных кораблей типа «Магар». Изменения затронули улучшение обитаемости экипажа, мореходных качеств, а также уменьшилась эксплуатационная стоимость. В 2002—2009 годах построено и вошло в состав ВМС Индии 3 единицы. При водоизмещении 5650 т, скорости 15,8 узлов имеют следующее вооружение: 2 × 140-мм РСЗО «WM-18», 4 × 30-мм CRN-91 AA, ПЗРК. Для высадки морского десанта снабжён 4 десантно-высадочными средствами LCVP (расположенных побортно на шлюпбалках), ангаром для 1 вертолёта (ВПП на 2 вертолёта). Корабли также могут быть использованы в качестве госпиталей или танкеров[25]. Экипаж состоит из 11 офицеров и 145 матросов[26].
- Десантные корабли класса Type 072III[англ.] — танкодесантные корабли типа «Тип 072-III» (Yuting-II класс) являются современным основным типом БДК в ВМФ Китая. В 2003—2005 годах построено и введено в строй 10 единиц. При водоизмещении 3430 т, скорости 18 узлов имеют следующее вооружение: 1 × 37-мм тип «76F» AAA, ПЗРК. Оборудован ВПП на 1 вертолёт. (ангара не предусмотрено)[27][28].
- Десантные корабли класса Jason[англ.] — танкодесантные корабли типа «Ясон», являются основными десантными кораблями ВМФ Греции. В 1986—2000 годах построено и введено в строй 5 единиц. При водоизмещении 4470 т, скорости 16 узлов имеют следующее вооружение: 1 × 76-мм АУ «Oto Melara», 2 × 40-мм АУ «Breda», 4 × 20-мм АУ «Rheinmetall». Оборудован 4 десантно-высадочными средствами LCVP и ВПП на 1 верт. (ангара не предусмотрено)[29].